# Haarbachtalbrücke
Die Haarbachtalbrücke war eine Autobahnbrücke der Bundesautobahn 544 bei Aachen, die das Tal des Haarbach überquert. Das Brückenbauwerk befand sich zwischen den Anschlussstellen (2) Aachen-Rothe Erde und (3) Würselen.

## Bauwerkgeschichte

### Brücke von 1956 bis 2024
Das erste Brückenbauwerk wurde 1956 errichtet. Die Brücke hatte eine Länge von 157 Metern. Am 30. Januar 2024 wurde die Brücke gesprengt.
Bereits 1986 zeigten sich erste Risse im Beton. Hinzu kamen Korrosionsschäden am Spannstahl und den Stahlträgern. Seit 2009 war klar, dass ein Neubau notwendig ist. Dieser war ursprünglich für 2014 vorgesehen, wurde jedoch – unter anderem aufgrund der Erweiterung des benachbarten Aachener Kreuzes und fehlender Personalkapazitäten beim damals zuständigen Landesbetrieb Straßenbau NRW – mehrfach verschoben und wird nun durch die seit 1. Januar 2021 zuständige Autobahn GmbH umgesetzt.
Eine noch Anfang 2022 vorgesehene temporäre Ersatzbrücke konnte aufgrund des fortgeschrittenen Verfalls des Bauwerks nicht mehr zur Ausführung kommen. Diese Tatsache führte zu Unmut in der Städteregion Aachen, da für die Bauphase massive Verkehrsbeeinträchtigungen in der Region erwartet wurden.
Neben der Haarbachtalbrücke wird auch die Brücke Auf der Hüls neu gebaut.
Die Autobahn wurde dazu ab dem 15. Januar 2024 für zwei Jahre ab der Anschlussstelle Würselen gesperrt und die Brücke am 30. Januar 2024 gesprengt. Die Sprengung der Haarbachtalbrücke war sprengtechnisch ein Novum, da nach Angabe des Sprengmeisters, Karl-Heinz Bühring, in Deutschland bislang noch nie eine Brücke mit Stahl-ummantelten Betonpfeilern gesprengt worden ist.

### Brückenneubau ab 2024
Nach kompletten Rückbau der alten Brücke im Frühjahr 2024 erfolgte der Brückenneubau, der Anfang September 2025 abgeschlossen ist. Am 8. September 2025 findet im Rahmen einer kleinen Feierstunde die Wiedereröffnung statt und ab 14:00 Uhr kann der Verkehr wie gewohnt wieder rollen.
Die neue Haarbachtalbrücke wird aus zwei Brückenbauwerken bestehen. Nach Fertigstellung der ersten Brücke, wird diese für ein weiteres Jahr lediglich einseitig befahrbar sein, dann soll auch die zweite Brücke fertiggestellt sein.

## Galerie

Haarbachtalbrücke (1956-2024)
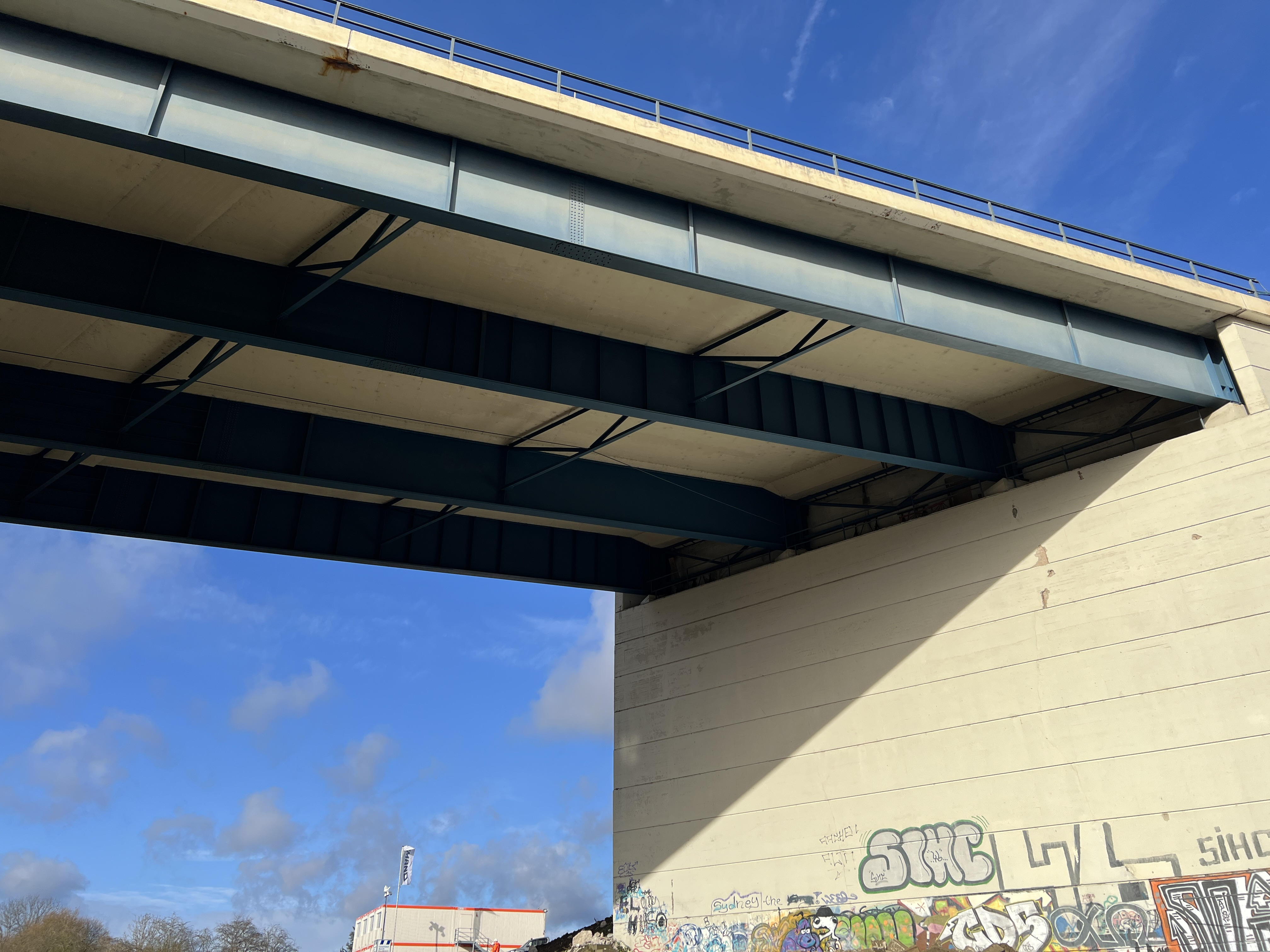
Unterseite der Brücke und östliches Widerlager
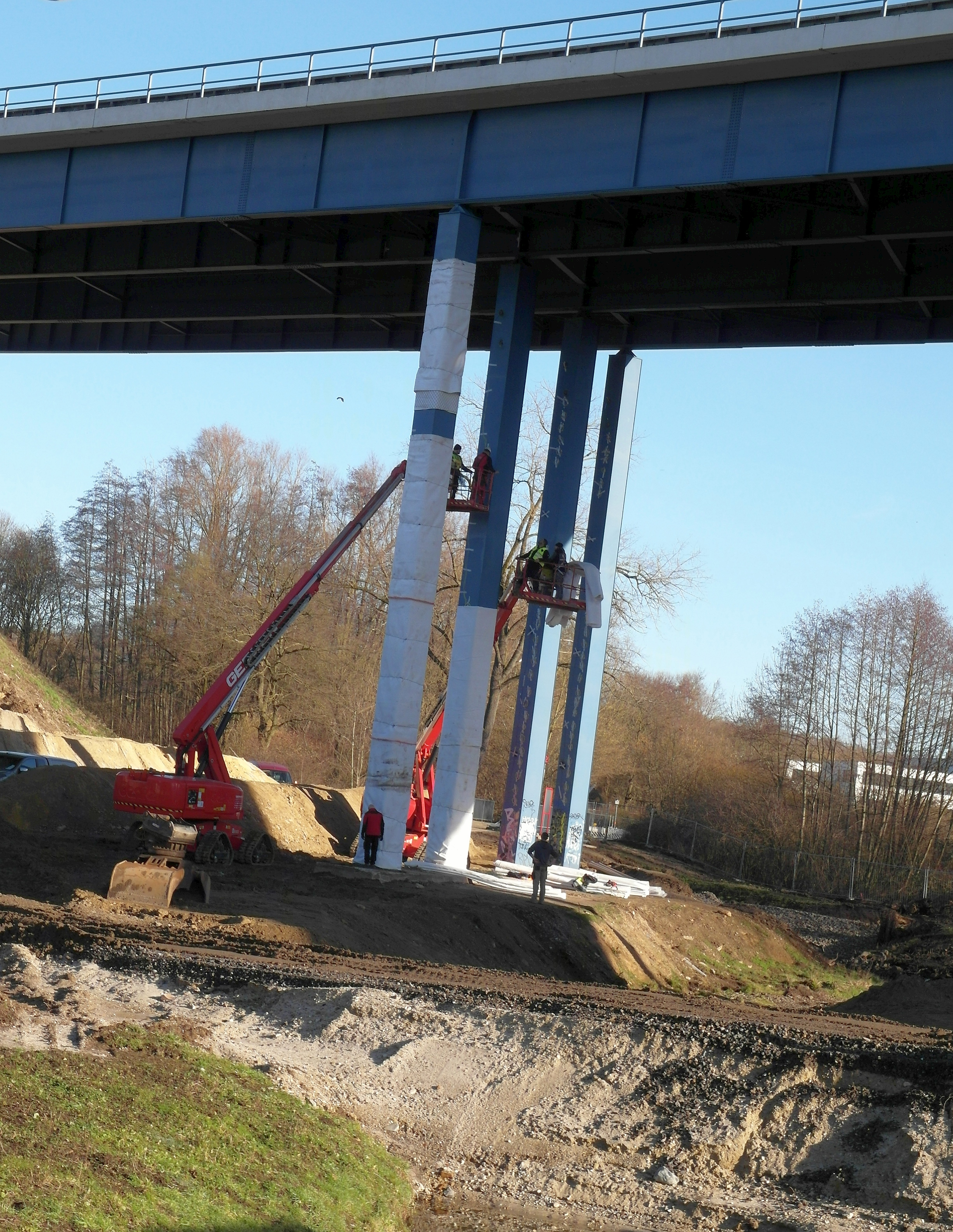
Schutzvlies gegen Streuflug wird angebracht
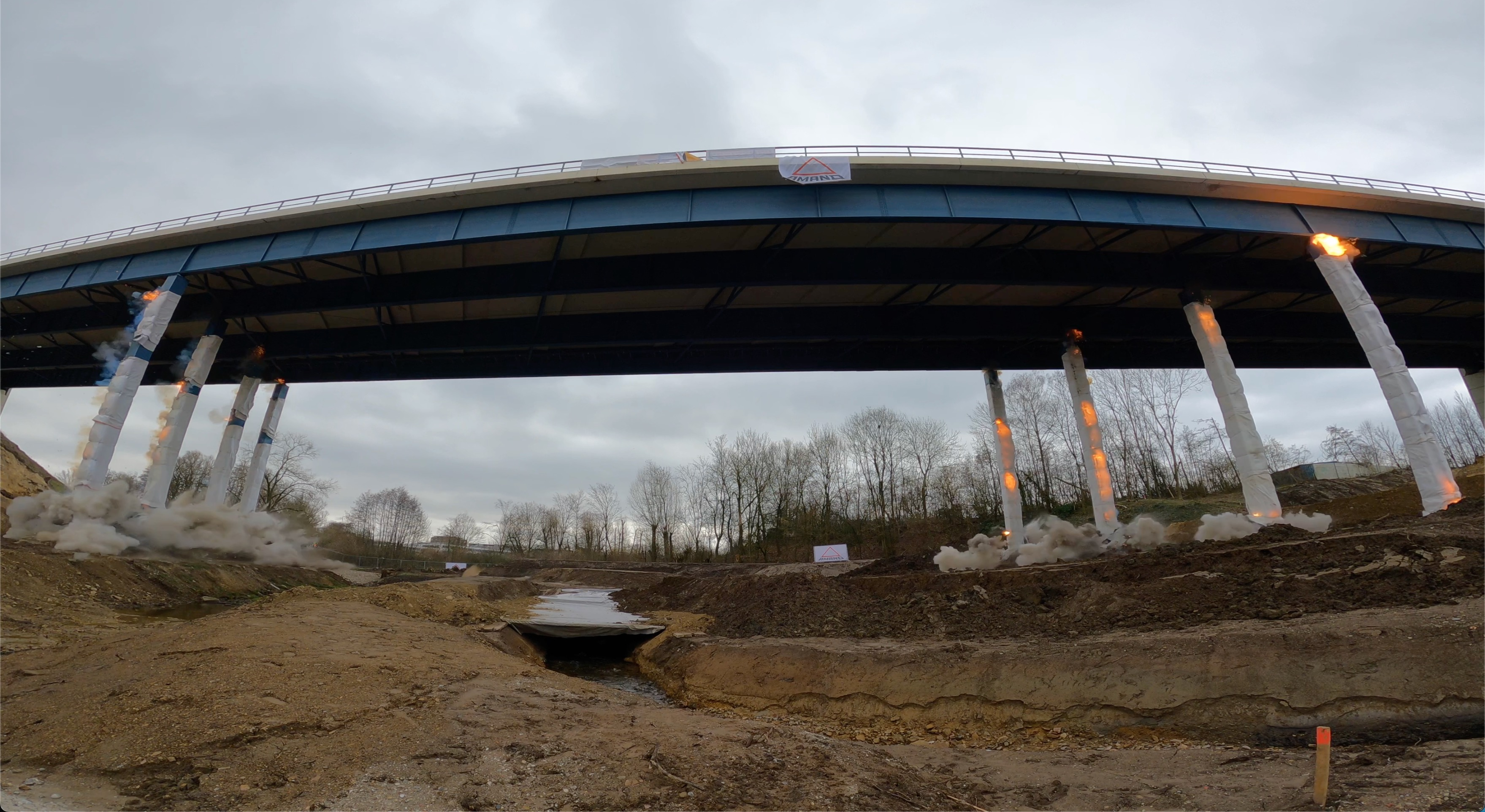
Zündung der Sprengladungen in den Pfeilern
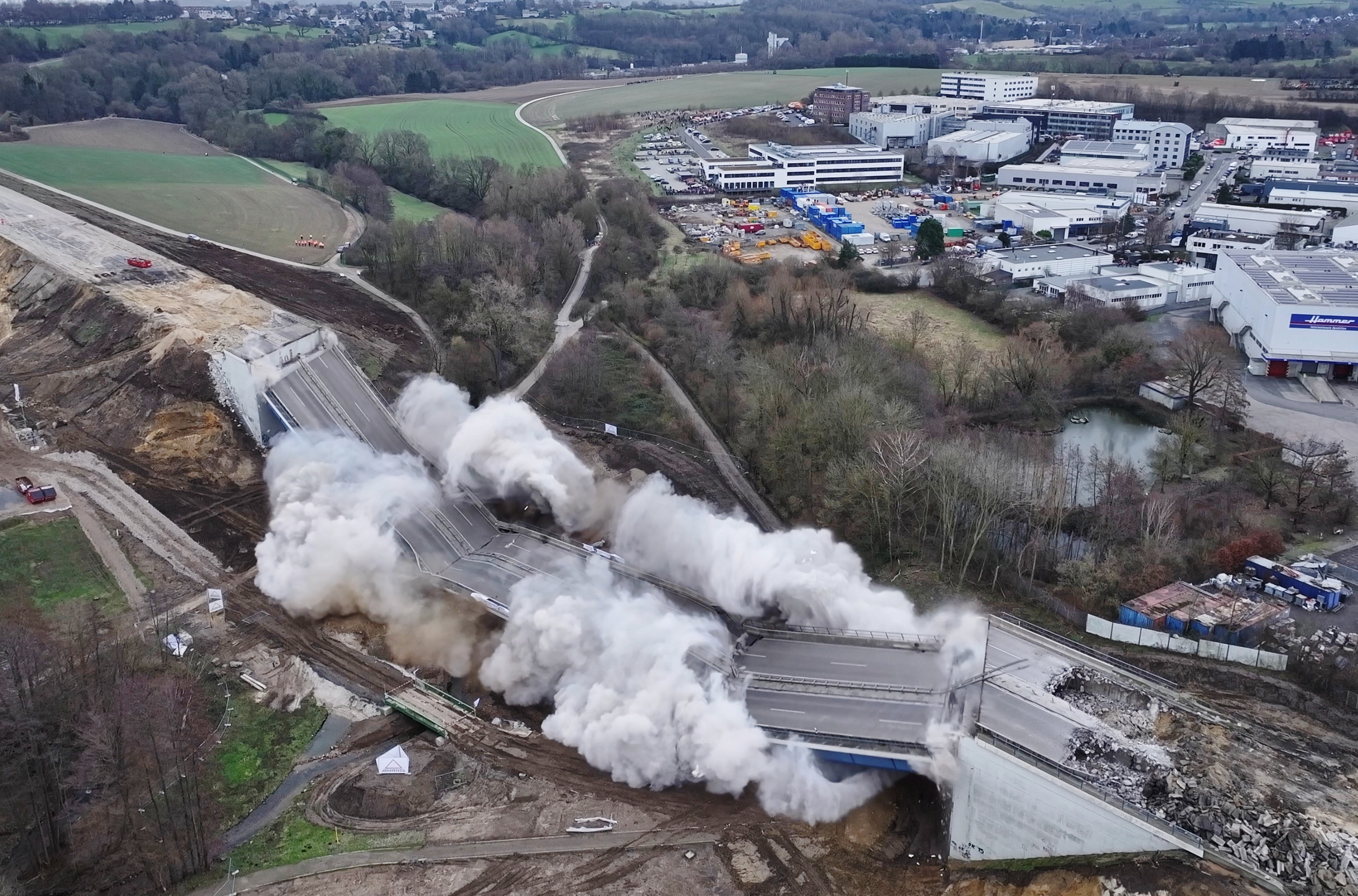
Einsturz der Brücke bei der Sprengung
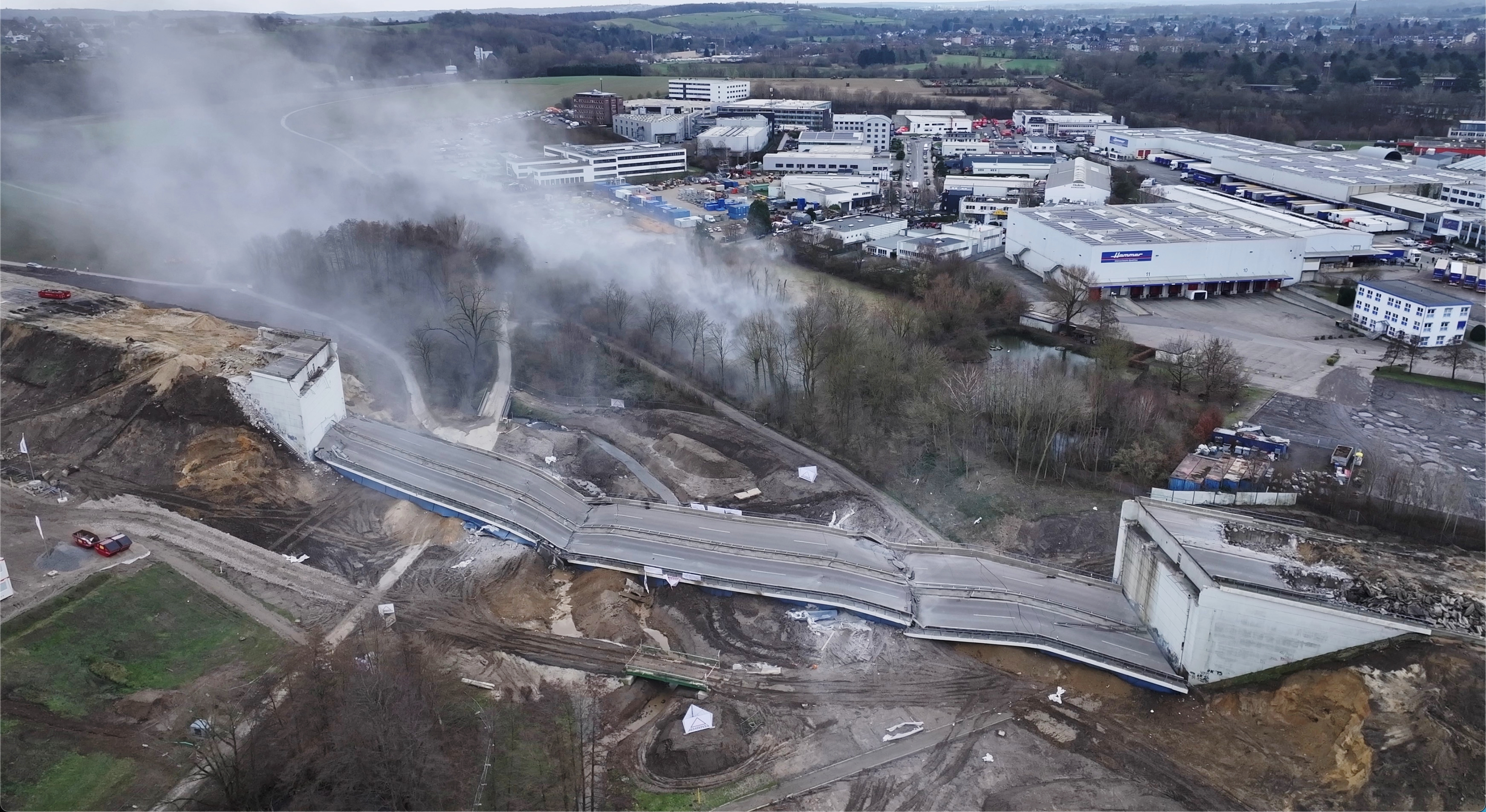
Ergebnis der Sprengung der Brücke
- Einsturz der Brücke vom Fahrbahnniveau gesehen